# 묵은 숲

오른쪽에 오래된 숲이 있는 샤이어 지도

묵은 숲(영어: Old forest)는 가운데땅의 샤이어 동쪽에 위치한 숲 지대이며, 톰 봄바딜과 금딸기가 살고 있다. 그리고 숲 전체가 살아있어서, 지나가는 생명체를 공격할 수도 있지만, 사악한 것이 아니다. 반지의 제왕에서 프로도와 샘, 피핀과 메리가 이곳을 나즈굴에게 쫓기며 도망갔다.

## 같이 보기
- 나무수염
- 로스로리엔